# Kościół św. Bartłomieja w Għargħur
Kościół Świętego Bartłomieja (malt. Il-Knisja ta’ San Bartilmew, ang. Church of St. Bartholomew) – rzymskokatolicki kościół parafialny położony w miejscowości Għargħur na Malcie. Zbudowany w XVII wieku, od początku był kościołem parafialnym.

## Historia
Pierwotna kaplica św. Bartłomieja, która stała w miejscu obecnego kościoła, została udokumentowana przez Mons. Pietro Dusinę podczas jego wizyty apostolskiej na Malcie w 1575. Wraz ze wzrostem populacji wsi biskup maltański Tomás Gargallo erygował nową parafię Għargħur. Wcześniej wieś była częścią parafii Naxxar. W związku z tym proboszcz parafii Naxxar Dun Julian Borg odmówił uznania tej decyzji ze względu na straty finansowe swojej parafii, i poprosił biskupa o cofnięcie decyzji o utworzeniu nowej parafii. Biskup uległ życzeniu proboszcza, głównie ze względu na jego podeszły wiek. Gdy w 1610 proboszcz Borg zmarł, 16 lipca tego samego roku biskup definitywnie ustanowił parafię Għargħur, a jej pierwszym proboszczem został Dun Giovanni Battista Chetcuti.
Początkowo mieszkańcy wioski wykorzystywali kaplicę św. Jana Chrzciciela jako kościół parafialny, jednak w miarę wzrostu liczby ludności konieczna była budowa nowego kościoła. Podjęto decyzję o zbudowaniu kościoła na szczycie wzgórza, na miejscu starej kaplicy św. Bartłomieja. Prace budowlane rozpoczęto w 1610 według planów młodego Tommaso Dingliego.

Kościół został konsekrowany przez arcybiskupa Paula Alphérana de Bussan 22 kwietnia 1736.

## Architektura kościoła

### Widok zewnętrzny
Fasada kościoła pochodzi z 1743. Zbudowana została w stylu odmiennym od wnętrza kościoła. Stara fasada wykonana przez Dingliego znacznie różniła się od obecnej. Obecna jest nieco wyższa od dachu kościoła, a w jej tylnej części znajdują się ozdoby rzeźbiarskie pochodzące prawdopodobnie ze starej fasady. Dwie dzwonnice mieszczą sześć dzwonów, dwa małe i cztery duże. Dwa duże dzwony zostały wykonane na Malcie, jeden w 1782, a drugi w 1793. Otoczony balustradzą parvis (plac przed kościołem) mieści posągi przedstawiające czterech ewangelistów.

### Wnętrze
Dingli zaprojektował kościół na planie krzyża łacińskiego. Kościół składa się z nawy głównej, transeptu (nawy poprzecznej), prezbiterium (chóru kapłańskiego) z bogatym stropem, kopuły na skrzyżowaniu naw oraz dwóch zakrystii. Kościół ma 35 metrów długości i 7,6 metrów szerokości nawy, a rozpiętość transeptu to 26 metrów.

Wnętrze kościoła jest w stylu doryckim. Główna apsyda i dwie boczne w obu krańcach transeptu, wraz z czterema łukami ołtarzy w nawie są ozdobione kolumnami i rzeźbione w stylu barokowym.

Sklepiony sufit jest podzielony na ośmiokątne przestrzenie ze sztukateryjnymi rozetami pośrodku każdej przestrzeni. Ten sam typ dekoracji sztukatorskich można zobaczyć w konchach nad głównymi drzwiami, a sztukateria pokryta jest płatkowym złotem, co nadaje kościołowi bardzo bogaty wygląd. Cztery pendentywy ozdobione są postaciami czterech ewangelistów namalowanymi przez Josepha Briffę z Birkirkary w latach 60. ubiegłego wieku.
Za ołtarzem głównym, jednym z dziewięciu w kościele, znajduje się obraz tytularny przedstawiający męczeństwo św. Bartłomieja, patrona kościoła, namalowany przez Giuseppe Calì w 1902. Wcześniej na tym miejscu znajdował się obraz Emmanuela Perrena, namalowany w XVII wieku. Niestety uległ on zniszczeniu pod koniec ubiegłego stulecia. Cała apsyda jest wyrzeźbiona w stylu barokowym i zwieńczona sześcioma dużymi, zdobionymi i złoconymi filarami. Po obu stronach, pomiędzy filarami, znajdują się dwa duże kamienne posągi, przedstawiające dwóch apostołów Piotra i Pawła.

Po obu stronach absydy nad stallami duchowieństwa znajdują się dwa duże obrazy, jeden przedstawiający Narodzenie Jezusa, a drugi Ostatnią Wieczerzę; oba obrazy autorstwa Francesco Zahry z XVIII wieku. Wszystkie obrazy w kościele zostały wyczyszczone i odrestaurowane przez Alfreda Briffę.
Cztery ołtarze w nawie głównej zawierają obrazy:
- Matki Bożej Dobrej Rady ze św. Sebastianem i św. Rochem, pędzla Francesco Zahry
- św. Franciszka de Paola z barankiem i innymi braćmi, nieznanego autora
- Matki Bożej Od Paska z Dzieciątkiem Jezus, św. Augustynem i św. Grzegorzem, autorstwa Roccu Buhagiara
- Niepokalanego Poczęcia, autentyczna kopia Murillo, wykonana przez dwóch włoskich artystów Rinaldiego i Avandero w 1904

W lewym końcu transeptu ołtarz z obrazem Matki Bożej Różańcowej ze św. Dominikiem i św. Katarzyną Sieneńską, nieznanego artysty; obok znajduje się ołtarz Konania Chrystusa z obrazem Lazzaro Pisaniego z 1915. W przeciwnym końcu znajduje się ołtarz Świętej Rodziny z dziełem Giuseppe Calì, jednym z jego najlepszych dzieł w kościele. Obok ołtarz Matki Bożej z Góry Karmel i św. Michała Archanioła.

## Pozostałe dzieła sztuki
Pozostałe dzieła sztuki można oglądać w zakrystii i sali kościelnej na piętrze. W zakrystii znajduje się stary obraz przedstawiający św. Bartłomieja Apostoła autorstwa Gaspare Formica, dwa owalne obrazy autorstwa Calì – Święty Józef oraz Święty Pankracy, portrety ks. Jana Gafy i Katarzyny Sammut, dobroczyńców kościoła, oraz bł. Dominika Mifsuda, franciszkanina pochodzącego z Ħal Għargħur. W sali znajdują się też różnorodne obrazy, wśród których znajduje się piękny drewniany tryptyk, pośrodku którego znajduje się Ukrzyżowanie ze św. Janem i Matką Bożą, a po obu stronach apostołowie św. Bartłomiej i św. Paweł. Znajduje się tu też duży obraz przedstawiający św. Mikołaja z Bari autorstwa Gaspare Formica oraz inne małe obrazy Calleji, Calì i innych artystów.
Bez wątpienia najpiękniejszym dziełem sztuki w kościele jest posąg św. Bartłomieja wyrzeźbiony z pnia drzewa przez Melchoira Gafę w Rzymie w 1666. Posąg ten został ukończony na Malcie przez Francesco Zahrę i przeniesiony do Ħal Għargħur w 1772. Ten słynny posąg jest jednym z najpiękniejszych na wyspie. Inne posągi warte wspomnienia to posąg św. Józefa autorstwa Carlo Darmanina, posąg św. Michała autorstwa Agostino Camilleri z Gozo i posąg Matki Bożej autorstwa Kalcidona Mangiona z Ħal Għargħur. Znajduje się tu także zespół posągów przedstawiających różne epizody Męki Pańskiej, wykorzystywanych w procesji wielkopiątkowej, obecnie odbywającej się co roku w Niedzielę Palmową; cztery posągi są dziełem Carlo Darmanina, a pozostałe dwa autorstwa Kalcidiona Mangiona.